# Szent X. Piusz Papi Testvérület
A Szent X. Piusz Papi Testvérület, más néven Szent X. Piusz Papi Testvériség (latin: Fraternitas Sacerdotalis Sancti Pii X; rövidítve SSPX vagy FSSPX) egy nemzetközi papi társaság, amit a francia római katolikus Marcel Lefebvre érsek alapított 1970-ben. Az FSSPX arról ismert, hogy számos egyházi reformot elutasít, amely a II. Vatikáni zsinat nyomán (direkt tanítása vagy annak befolyása révén) jött létre a katolikus egyházban. Az FSSPX fő feladata "a katolikus hagyomány őrzése annak teljességében és tisztaságában, igazságainak tanítása, erényeinek terjesztése, különösképpen a római katolikus papságon keresztül." Ezt a katolikus szentségek kiszolgáltatásával és hagyományos latin mise bemutatásával kívánják fenntartani. Az FSSPX jelenlegi vezetője (szuperior generális -rendi elöljáró) p. Davide Pagliarani.
Az FSSPX az elmúlt években a Vatikán részleges elismerését nyerte el: Az FSSPX papjai által meghallgatott szentgyónások (2016. nov. 20. óta) és bemutatott házassági szertartások (2017. ápr. 4.) egyházjogilag érvényesnek minősülnek. Ez azért jelentős, mert a katolikus egyház hét szentsége közül e kettő igényli az egyházi hierarchia kifejezett engedélyét. Továbbá a Testvériség felszentelte papokat a Vatikán automatikusan hivatalból elismeri katolikus papnak, a helyi püspök engedélye nélkül (amely alapesetben szükséges lenne).

## Története

### Eredete
Lefebvre érseket Rómában tartózkodván 1970 májusában nyolc francia szeminarista látogatá meg. Aziránt érdeklődének, az érsek tud-e nekik egy konzervatív, hagyományhű szellemiségű katolikus szemináriumot mutatni. Az érsek a fribourgi (Freiburg) egyetemre igazította őket, mely akkortájt konzervatív szellemiségű volt, később azonban a korszellem által befolyásolva ugyanolyan liberális lett, mint bárhol máshol. Ekkortájt fogalmazódék meg az érsekben egy saját szeminárium gondolata.
Az SSPX formális bejegyzése 1970. november 1-jén történt meg, François Charrière, Lausanne, Genf és Fribourg püspöke által, Lefebvre személyes sürgetésére.

## Magyarországon
A magyar közvélemény az SSPX-ről az 1970-es évek óta szerezhetett tudomást, amennyire ez a vasfüggöny mögött lehetséges volt. A szocialista újságírás (pl. Világosság, Rakéta Regényújság) Lefebvre érseket 'botrányhősnek' igyekezett beállítani, hírnevét feketítendő, de mégis hasznos tudnivalókat közölt a Testvériség ügyeiről (mint pl. a Saint Nicolas du Chardonnet templom elfoglalása 1977-ben a Lefebvre-követők részéről). A Szabad Európa Rádió is rendszeresen beszámolt az Econe-i Nemzetközi Papi Szeminárium életéről.
Az első Kárpát-medencei piuszos bemutatkozó misére 1990. október 21-én került sor a budapesti Hotel Benczúr bérelt nagytermében, a szentmisét p. Paul Natterer mutatta be. A Testvériség bemutatkozását a budapesti Jáki Kápolna esperese, Varsányi Ferenc atya segítette. A hivatalos egyház elzárkózott attól, hogy a piuszos atyák részére templomot biztosítson. Először kéthavonta volt mise a Hotel Benczúr nagytermében, utána 1992-től 1998-ig havonta egyszer a Platanus Hotelben. Utána következett a Flandria hotel, majd 2002-től az üllői úti Hotel Millennium. A Testvériség vezetői, látván az igényt a hagyományos (tridenti) misére, gyűjtést rendeztek, és a befolyó, nagyrészt külföldi adományokból egyesületet alapítottak Renovandum Mariae Regnum réven, majd egy lakást vásároltak a Thököly úton (Zugló). Az első misét az új kápolnában p. Michael Weigl mutatta be, 2004. november 21-én. Azóta ez a budapesti helyszín (Thököly út 116).
Jelenleg a piuszos és velük társult atyák Budapesten, Miskolcon, Debrecenben és Pécsett tartanak miséket, Budapesten rendszerint hetente, Miskolc-Debrecenben és Pécsett minden vasárnap.
2020 szept. 14-én Farkasgyepűn megalakult a Szent Kereszt Előperjelség, ami egyelőre egy kísérleti szakaszban (innen az "Elő"-tag), de állandó jelleggel működik.

## Lásd még
- A Szent X. Pius Papi Közösség álláspontja a Summorum Pontificum motu proprio kijelentéseiről, vagyis annak tisztázása, mit szabad és mit nem egy hagyományhű katolikusnak elfogadnia e kijelentések közül